# 크리스마스 오라토리오

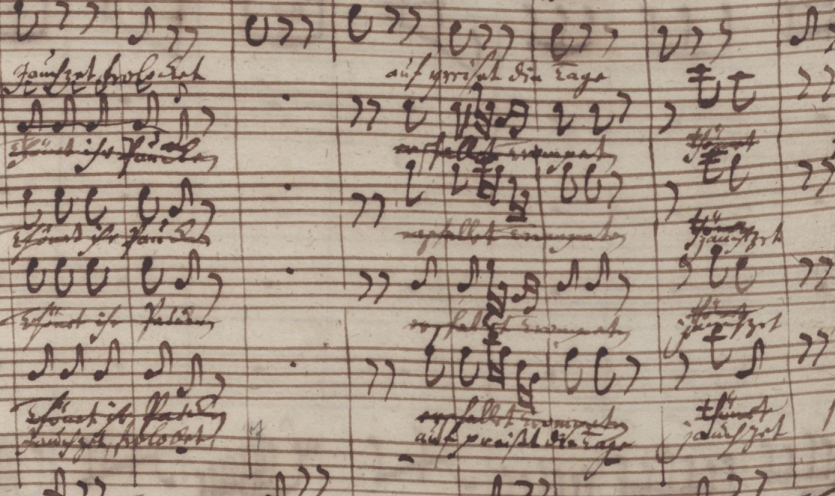

크리스마스 오라토리오(영어: Christmas Oratorio, 독일어: Weihnachts-Oratorium, BWV 248)는 요한 제바스티안 바흐의 1734년 작품이다. 성탄절에 교회에서 연주될 목적으로 작곡되었다.

## 개요
바흐는 세 곡의 오라토리오를 작곡했는데, 크리스마스 오라토리오, 부활절 오라토리오, 승천일 오라토리아가 그것이다.
독일어로 된 가사는 누가복음, 마태복음등 신약성서에서 영감을 얻었다.
연주시간은 약 2시간 반이며, 여섯개의 악장은 보통 두번에 걸쳐서 연주한다.